# BARC Aintree 200 1963
BARC Aintree 200 1963 je bila šesta neprvenstvena dirka Formule 1 v sezoni 1963. Odvijala se je 27. aprila 1963 na angleškem dirkališču Aintree Racecourse.

## Dirka
| Poz | Dirkač                  | Moštvo                      | Konstruktor    | Čas/Odstop.             | Št. m. |
| --- | ----------------------- | --------------------------- | -------------- | ----------------------- | ------ |
| 1   | Graham Hill             | Owen Racing Organisation    | BRM            | 1.35.20.8               | 4      |
| 2   | Innes Ireland           | British Racing Partnership  | Lotus-BRM      | + 15.0 s                | 3      |
| 3   | Trevor Taylor Jim Clark | Team Lotus                  | Lotus-Climax   | + 28.6 s                | 6      |
| 4   | Richie Ginther          | Owen Racing Organisation    | BRM            | + 31.8 s                | 5      |
| 5   | Bruce McLaren           | Cooper Car Company          | Cooper-Climax  | + 1:12.4 s              | 7      |
| 6   | Chris Amon              | Reg Parnell (Racing)        | Lola-Climax    | 48 krogov               | 10     |
| 7   | Jim Clark Trevor Taylor | Team Lotus                  | Lotus-Climax   | 47 krogov               | 1      |
| 8   | Jimmy Blumer            | Reg Parnell (Racing)        | Lotus-Climax   | 47 krogov               | 14     |
| 9   | John Taylor             | Gerard Racing               | Cooper-Ford    | 42 krogov               | 11     |
| Ods | Ian Raby                | Ian Raby (Racing)           | Gilby-BRM      | Motor                   | 9      |
| Ods | John Campbell-Jones     | Tim Parnell                 | Lotus-BRM      | Puščanje olja           | 13     |
| DSQ | Tim Parnell             | Tim Parnell                 | Lotus-Climax   | Pomoč na štartu         | 17     |
| Ods | Jock Russell            | Jock Russell                | Lotus-Climax   | Zadnje vzmetenje        | 15     |
| Ods | Tony Maggs              | Cooper Car Company          | Cooper-Climax  | Zavore / vžig           | 18     |
| Ods | Philip Robinson         | A. Robinson & Sons          | Lotus-Climax   | Motor                   | 12     |
| Ods | Jim Hall                | British Racing Partnership  | Lotus-BRM      | Plin                    | 8      |
| DNS | Jack Brabham            | Brabham Racing Organisation | Brabham-Climax | Bat                     | (2)    |
| DNS | André Pilette           | André Pilette               | Lotus-Climax   | Umik                    | (16)   |
| WD  | Morris Nunn             | Morris Nunn                 | Cooper-Climax  | Nepripravljen dirkalnik | -      |